# Третья англо-голландская война
Третья англо-голландская война (англ. Third Anglo-Dutch War, нидерл. Derde Engels-Nederlandse Oorlog) — заключительная война из трёх англо-голландских войн XVII века, начатая по условиям секретного англо-французского пакта о совместных действиях против Соединённых провинций, которая велась в 1672—1674 годах преимущественно на море. Являлась частью Голландской войны.
Череда морских побед адмирала Рюйтера сорвала английские планы блокады побережья Нидерландов. Союз с католической Францией против протестантской Голландии не пользовался поддержкой английского парламента, опасавшегося ползучей католизации Англии; по этой причине боевые действия пришлось свернуть.

## Предпосылки конфликта
Англия осталась недовольна условиями мира в Бреде (1667 год), которым закончилась предыдущая война — набег де Рюйтера на Темзу трудно было забыть, — a потому королю Франции Людовику XIV, которому было выгодно взаимное ослабление Англии и Голландии, удалось побудить короля Англии Карла II к новой войне, причем он вступил с ним в союз. Придравшись к мелким предлогам (недоразумения в салютах), Англия перешла к вызывающим требованиям, a в марте 1672 года английская эскадра (адмирал Холмс) напала в Английском канале у острова Уайт на караван голландских торговых судов, возвращавшихся из Смирны, и вступила в бой с конвоировавшим их отрядом. 29 марта 1672 года Англия объявила, что с 7 апреля начнёт военные действия, в этот же день войну Голландии объявила Франция. Третья англо-голландская война являлась для Голландии не чисто морской, как обе предыдущие, a также и сухопутной (против Франции).

## Боевые действия в 1672 году
План союзников предусматривал вторжение в Голландию с суши и с моря, для чего соединенный флот должен был принять сухопутные войска. Де Рюйтер стремился принудить англичан к сражению раньше присоединения французов, и 12 мая, как только набралось 40 готовых кораблей, он вышел, надеясь застать английский флот ещё в портах, неготовым; но, подойдя к английским берегам, он получил сведения о соединении флотов союзников у острова Уайт. К де Рюйтеру подходили все новые подкрепления, и, исполняя приказание голландского правительства, он решил, прикрывая устье Темзы со всем флотом, послать экспедицию из 39 легких судов вверх по реке. Но английский флот уже вышел, подступы к гаваням были защищены, и успеха голландская экспедиция не имела. Де Рюйтер решился на эту опасную операцию, так как дули восточные ветры, которые задерживали союзников в Ла-Манше; получив сведения о приближении союзного флота, де Рюйтер отступил к берегам Голландии.
План голландцев состоял в том, чтобы, держась за мелями у своего берега, нападать на союзников, когда они приступят к высадке, и вместе с тем пользоваться каждым удобным случаем для наступления. 29 мая показался союзный флот, но, продержавшись в виду голландцев 2 дня, ушёл в Солбей за провиантом и водой. Рюйтер сейчас же выдвинулся до Нордфореланда и, узнав от разведчиков, что союзники стоят в Солебее в беспорядке, направился туда и внезапно напал на них 7 июня. Союзным флотом командовал герцог Йоркский, французской эскадрой граф д’Эстре. Несмотря на преимущество в силах союзников (больше кораблей — 57 английских и 30 французских против 75 голландских), после упорного боя де Рюйтер одержал верх, но и его корабли были значительно повреждены, и он отступил во Флиссинген. Последствием поражения англичан явилась задержка в задуманной высадке.
Но зато на суше французы одержали целый ряд побед, вследствие чего в Голландии произошли внутренние смуты и перемена правительства. Штатгальтером был провозглашен принц Вильгельм III Оранский. На флоте это отразилось отсутствием средств для ремонта, боеприпасов и людей, которые требовались для армии. У де Рюйтера оказалось всего 47 кораблей, 12 фрегатов и 20 брандеров, и то плохо снабженных, с которыми он решил держаться за мелями, пока союзники не приступят к самой высадке.
Только в начале июля союзный флот из 90 кораблей, на которых были посажены войска, подошёл к голландским берегам, но, несмотря на хорошую погоду, союзники долго не решались на высадку, опасаясь державшегося у них на фланге за мелями де Рюйтера; после же 21 июля задули продолжительные штормы, которые настолько повредили союзный флот, что он вынужден был вернуться в Англию, и 28 сентября французская эскадра ушла во Францию.

## Боевые действия в 1673 году
Зимой голландцы укрепили входы в реки и внутренние заливы, a де Рюйтер готовился к возможно раннему выходу в море, чтобы помешать соединению союзных эскадр. Для этого он предполагал заградить устье Темзы, где готовился английский флот, судами с камнями и в это время обрушиться на французский флот.
10 мая 1673 года де Рюйтер был уже у Темзы, но сначала блокадной операции мешала дурная погода, a затем показался и английский флот, и голландцам пришлось вернуться.
План защиты берегов был тот же, что и в предыдущем году. Флот де Рюйтера, доведенный до 52 линейных кораблей и 12 фрегатов, занял позицию за Схоневельдскими мелями. В конце мая союзники соединились (англичане: 54 линейных корабля, 8 фрегатов и 24 брандера, французы: 27 линейных кораблей, 3 фрегата и 10 брандеров). Английским флотом командовал принц Руперт, французским — граф д’Эстре. Союзники зашли в Харидж, где приняли многочисленный десант, и 1 июня появились перед Схоневельдом (нидерл. Schooneveld). Они не решились произвести высадку, не справившись сначала с голландским флотом, и 7 июня напали на него, но были отбиты с таким уроном, что решили идти в Англию для ремонта и своза многочисленных раненых; но 14 июня Рюйтер атаковал их вновь и опять взял верх. Только 25 июля союзники оказались в состоянии вновь выйти в море, причем они опять, несмотря на предыдущий опыт, имели на кораблях десантные войска (около 7000 человек). В устье Темзы было приготовлено ещё 30 000 человек для немедленной перевозки в случае удачи первой высадки.
Теперь де Рюйтер имел 77 кораблей и фрегатов и 22 брандера, a потому он вышел 29 июля в море, 30 июля встретился с союзниками и держался в виду их 2 дня. Те уклонялись от боя, маневрируя так, чтобы отвлечь де Рюйтера от берегов. Опасаясь, чтобы англичане не высадили за его спиной десант, де Рюйтер вернулся 1 августа к Схоневельду. Союзники последовали за ним и прошли вдоль всего голландского берега, но на высадку не решались, так как опасались нападения де Рюйтера.
В это время в Голландии ожидали возвращения конвоя торговых судов из Ост-Индии, от благополучного прибытия которого зависела финансовая возможность продолжать войну. Вся Голландия теперь возлагала надежду на флот, так как надо было во что бы то ни стало удалить союзников от берега. 18 августа Рюйтер перешёл к Кампердауну (нидерл. Camperduin) и вошёл в соприкосновение с противником. 21 августа де Рюйтер атаковал союзников у Текселя и нанес им жестокое поражение. Союзники отступили к английским берегам, a затем французская эскадра пошла в Брест.

## Условия мирного соглашения
Влияние Тексельской победы сказалось ещё в том, что Парламент и общественное мнение потребовали от Карла II расторжения союза с Францией и заключения мира. Англичане и английская аристократия была очень недовольна профранцузскими симпатиями Карла II. Кроме того, они были недовольным действиями французов, так как считали, что в сражениях они берегут свои корабли и что, вообще, Англия служит только их целям — утверждению Франции в Нидерландах. Начались мирные переговоры, и хотя Карл II старался им противодействовать, но когда Голландия зимой начала готовить мощный флот для продолжения войны, Англия отказалась от излишних требований, и 19 февраля в Вестминстере был заключен мир. Голландия тоже уступила по многим пунктам, так как нуждалась в мире для ведения войны с Францией, которая продолжалась ещё 4 года (Голландская война).
Войны между Англией и Голландией сыграли большую роль в развитии искусства войны на море. В этот период исчезли из состава военных флотов вооруженные торговые корабли, установились типы военных кораблей, были выработаны правильные строи и вообще разработана морская тактика. Кроме того, выработалась и настоящая морская стратегия, ставившая себе главной задачей борьбу с флотом противника, для достижения господства на море, вместо прежних «перекрестных экспедиций» и нарушения торговли.
Альфред Мэхэн считает, что стратегически эта война, как и все англо-голландские войны, дала преимущество Англии: втянув Голландию в борьбу на суше, Англия сумела подорвать способность той бороться за морское господство. То есть Англия чужими руками обеспечила свой главный жизненный интерес.